# Hirasea goniobasis
Hirasea goniobasis is een slak uit de familie van de Endodontidae. De wetenschappelijke naam van de soort is voor het eerst geldig gepubliceerd in 1902 door Pilsbry. De soort is endemisch in Japan.